# Siena Goines
Siena Goines (* 28. März 1969, Washington, D.C.) ist eine US-amerikanische Schauspielerin.
Ihre erste Rolle hatte Goines 1995 in einer Folge der Sitcom Ein schrecklich nettes Haus. Es folgten weitere kleinere Film- und Serienauftritte und 1998 bis 2000 die erste größere Nebenrolle in der Serie Schatten der Leidenschaft. 2002 spielte sie im Boxdrama Joe & Max die Frau des Boxers Joe Louis, Marva. In den Serien Für alle Fälle Amy (2000–2004), Passions (2007) und Jericho – Der Anschlag (2007) war sie in wiederkehrenden Rollen zu sehen. Zuletzt stand die Schauspielerin unter anderem für die Fernsehserien Chase und Criminal Minds vor der Kamera. Ihr Schaffen umfasst mehr als 60 Produktionen. Im Jahr 2000 war sie für den Image Award nominiert.

## Filmografie (Auswahl)
- 1995: Ein schrecklich nettes Haus (In the House, Fernsehserie, Folge 2x01)
- 1998: Chicago Hope – Endstation Hoffnung (Chicago Hope, Fernsehserie, Folge 4x21)
- 1998–2000: Schatten der Leidenschaft (The Young and the Restless, Fernsehserie, 20 Folgen)
- 2001: Charmed – Zauberhafte Hexen (Charmed, Fernsehserie, Folge 4x09)
- 2002: Joe & Max
- 2002: Super süß und super sexy (The Sweetest Thing)
- 2000–2004: Für alle Fälle Amy (Judging Amy, Fernsehserie, 6 Folgen)
- 2004: Lady Cops – Knallhart weiblich (The Division, Fernsehserie, 2 Folgen)
- 2004: Rancid – Treibjagd durch die Nacht (Rancid)
- 2006: Only in Miami
- 2007: Passions (Fernsehserie, 7 Folgen)
- 2007: Jericho – Der Anschlag (Jericho, Fernsehserie, 5 Folgen)
- 2007: Plane Dead – Der Flug in den Tod (Plane Dead)
- 2008: Jada
- 2008–2009: Private Practice (Fernsehserie, 2 Folgen)
- 2010: The Devided
- 2010: Castle (Fernsehserie, Folge 2x14)
- 2010–2011: Chase (Fernsehserie, 3 Folgen)
- 2011: Criminal Minds (Fernsehserie, 3 Folgen)
- 2011: Dr. Dani Santino – Spiel des Lebens (Necessary Roughness, Fernsehserie, Folge 1x07)
- 2011: Strictly Sexual: The Series (Fernsehserie, 2 Folgen)
- 2016: The Last Punch
- 2016: Lost Girls (Kurzfilm)
- 2017: Capture (Kurzfilm)
- 2018: What Still Remains
- 2018: Bachelor Lions
- 2020: Deputy – Einsatz Los Angeles (Deputy, Fernsehserie, Folge 1x01)
- 2020: Casting The Net (Fernsehserie)